# Белогородка (Кемеровская область)
Белогоро́дка — село в Мариинском районе Кемеровской области. Административный центр Белогородского сельского поселения.

## География
Центральная часть населённого пункта расположена на высоте 160 м над уровнем моря.

## Население
| 2010 |
| ---- |
| 681  |

### Половой состав
По данным Всероссийской переписи населения 2010 года, в селе Белогородка проживало 681 человек (327 мужчин, 354 женщины).